# قيمة اسمية
القيمة الاسمية هي قيمة العملة المعدنية أو السند أو الطوابع أو الأوراق النقدية كما تُطبع على العملة أو الطابع أو الورقة النقدية نفسها من الجهة المُصدرة لها.
عادةً ما تكون القيمة الاسمية للعملات المعدنية أو الطوابع أو الأوراق النقدية هي قيمتها القانونية. ومع ذلك، لا يلزم أن تكون قيمتها السوقية مرتبطة بالقيمة الاسمية. على سبيل المثال، قد تُتداول بعض العملات المعدنية أو الطوابع النادرة بأسعار أعلى بكثير من قيمتها الاسمية. كما قد تكون للعملات المعدنية قيمة مُنقذة نظرًا لاحتوائها على معادن أكثر أو أقل قيمة.

## ملخص
عادةً ما تُمثل القيمة الاسمية للسندات دين أو قيمة السداد الأصلية. تُعبَّر مدفوعات الفائدة بكونها نسبة مئوية من القيمة الاسمية. قد تكون القيمة الفعلية للسند أكبر أو أقل من القيمة الاسمية قبل تاريخ الاستحقاق، وذلك حسب سعر الفائدة المستحق ومخاطر التخلف عن السداد المتوقعة. مع اقتراب تاريخ استحقاق السندات، تقترب القيمة الفعلية من القيمة الاسمية.
في حالة شهادات الأسهم، القيمة الاسمية هي القيمة الاسمية للسهم. أما في حالة الأسهم العادية، فالقيمة الاسمية رمزية إلى حد كبير. أما في حالة الأسهم الممتازة، فيمكن التعبير عن أرباح الأسهم كنسبة مئوية من القيمة الاسمية.
القيمة الاسمية لوثيقة التأمين على الحياة هي استحقاق الوفاة. في حالة ما يُسمى بوثائق التأمين على الحياة "ذات التعويض المزدوج"، يحصل المستفيد على ضعف القيمة الاسمية في حالة الوفاة العرضية.
القيمة الاسمية لوثائق التأمين على الممتلكات أو الحوادث أو التأمين الصحي هي الحد الأقصى للمبلغ المستحق، كما هو مذكور في صفحة القيمة الاسمية أو إقرارات الوثيقة.
يمكن استخدام القيمة الاسمية للإشارة إلى القيمة الظاهرية لشيء غير الأداة المالية، مثل مفهوم أو خطة. في هذا السياق، تشير "القيمة الاسمية" إلى المزايا الظاهرة للفكرة، قبل اختبار المفهوم أو الخطة.
تشير القيمة الاسمية أيضًا إلى السعر المطبوع على تذكرة حضور حدث رياضي أو حفل موسيقي أو أي فعالية أخرى (وهو السعر الذي باعت به التذكرة في الأصل الجهة المنظمة للحدث). تُعرف ممارسة إعادة بيع التذاكر بأكثر من قيمتها الاسمية (أو بمبلغ أعلى من قيمتها الاسمية) باسم "المضاربة على التذاكر".
يعني قبول شخص ما بقيمته الاسمية افتراض صدق اقتراح أو عرض أو مقترح شخص آخر، وليس مجرد حيلة مساومة.